# 施泰因巴赫 (瓦特堡县)
施泰因巴赫（德語：Steinbach，發音：[ˈʃtaɪnbax] ⓘ）是德国图林根州瓦特堡县曾经的一个市镇，面积15.06平方千米，2011年12月31日人口为1,185人。2012年12月31日，施泰因巴赫与市镇原巴特利本施泰因和施韦纳合并为新的巴特利本施泰因。